# Китайская мифология
Китайская мифология — совокупность мифологических систем: древнекитайской, даосской, буддистской, а также поздней народной мифологии.

## Общий обзор

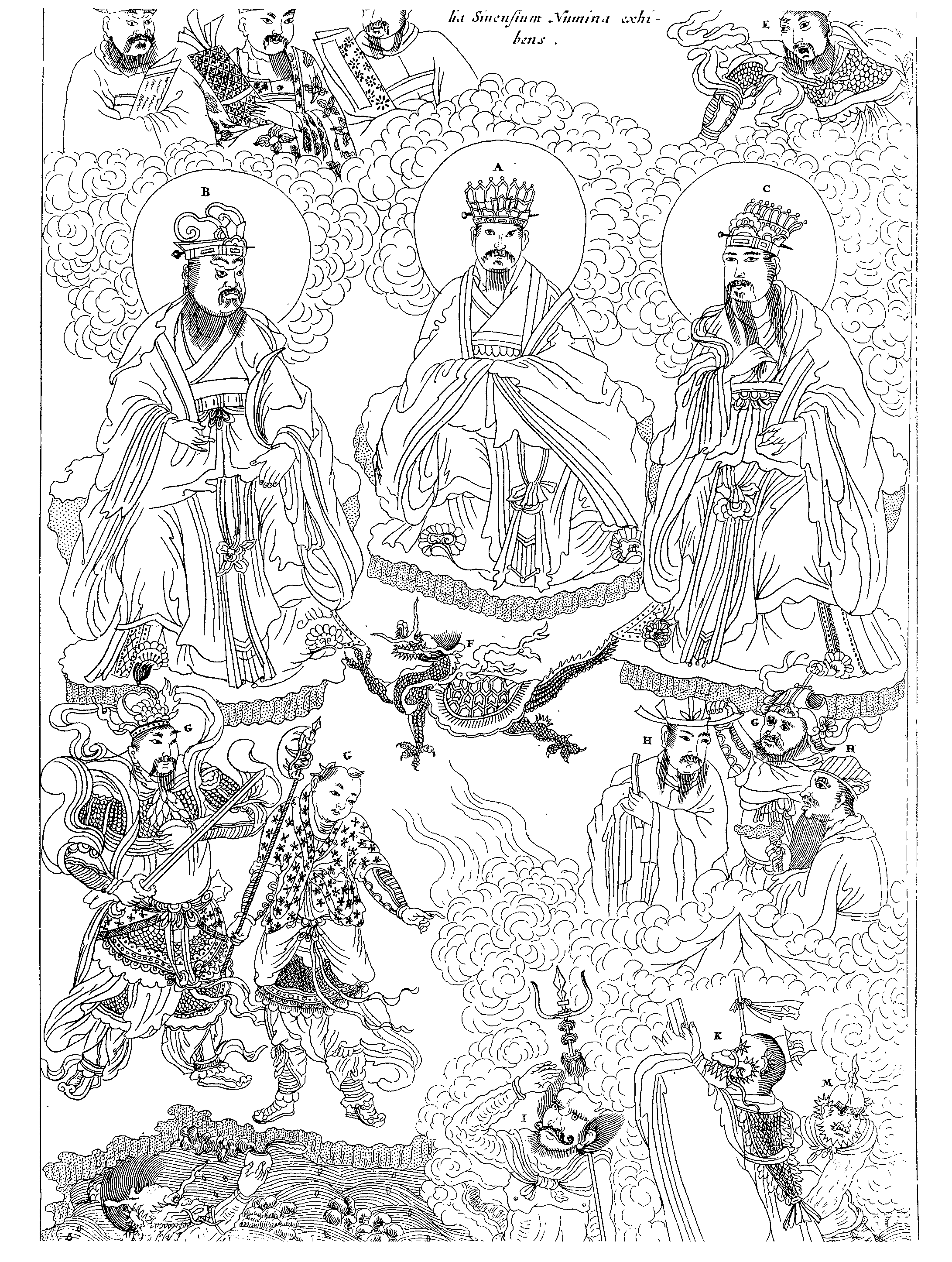
«Боги Китая», китайская гравюра, перепечатанная Афанасием Кирхером в 1667 году

Древне-китайская мифология реконструируется по фрагментам древних исторических и философских сочинений:
- «Шуцзин» — Книга истории, древнейшие части XIV-XI вв. до н. э.;
- «Ицзин» — Кни́га переме́н, древнейшие части VIII-VII вв. до н. э.;
- «Чжуан-цзы», IV-III вв. до н. э.;
- «Ле-цзы», IV век до н. э.-IV век н. э.;
- «Хуайнань-цзы», II век до н. э.;
- «Критические суждения» Ван Чуна, I век до н. э.).

Наибольшее количество сведений по мифологии содержится в древнем трактате «Шань хай цзин» («Книга гор и морей»,IV-II вв. до н. э.), а также в поэзии Цюй Юаня (IV век до н. э.).
Одна из отличительных черт древнекитайской мифологической историзации — (эвгемеризация) мифических персонажей, которые под влиянием рационалистического конфуцианского мировоззрения очень рано начали истолковываться как реальные деятели глубокой древности. Главнейшие персонажи превращались в правителей и императоров, а второстепенные персонажи — в сановников, чиновников и т. п. Эвгемеризация мифов способствовала и характерному для китайской мифологии процессу антропоморфизации героев, который продолжался в народной мифологии вплоть до позднего времени. Большу́ю роль играли тотемистические представления. Так, племена иньцы, считали своим тотемом ласточку, племена ся — змею. Постепенно змея трансформировалась в дракона (лун), повелевающего дождем, грозой, водной стихией и связанного одновременно с подземными силами, а птица, вероятно, в фэнхуан — мифическую птицу — символ государыни (дракон стал символом государя).

## Мифы Китая

### Сотворение и упорядочение мира

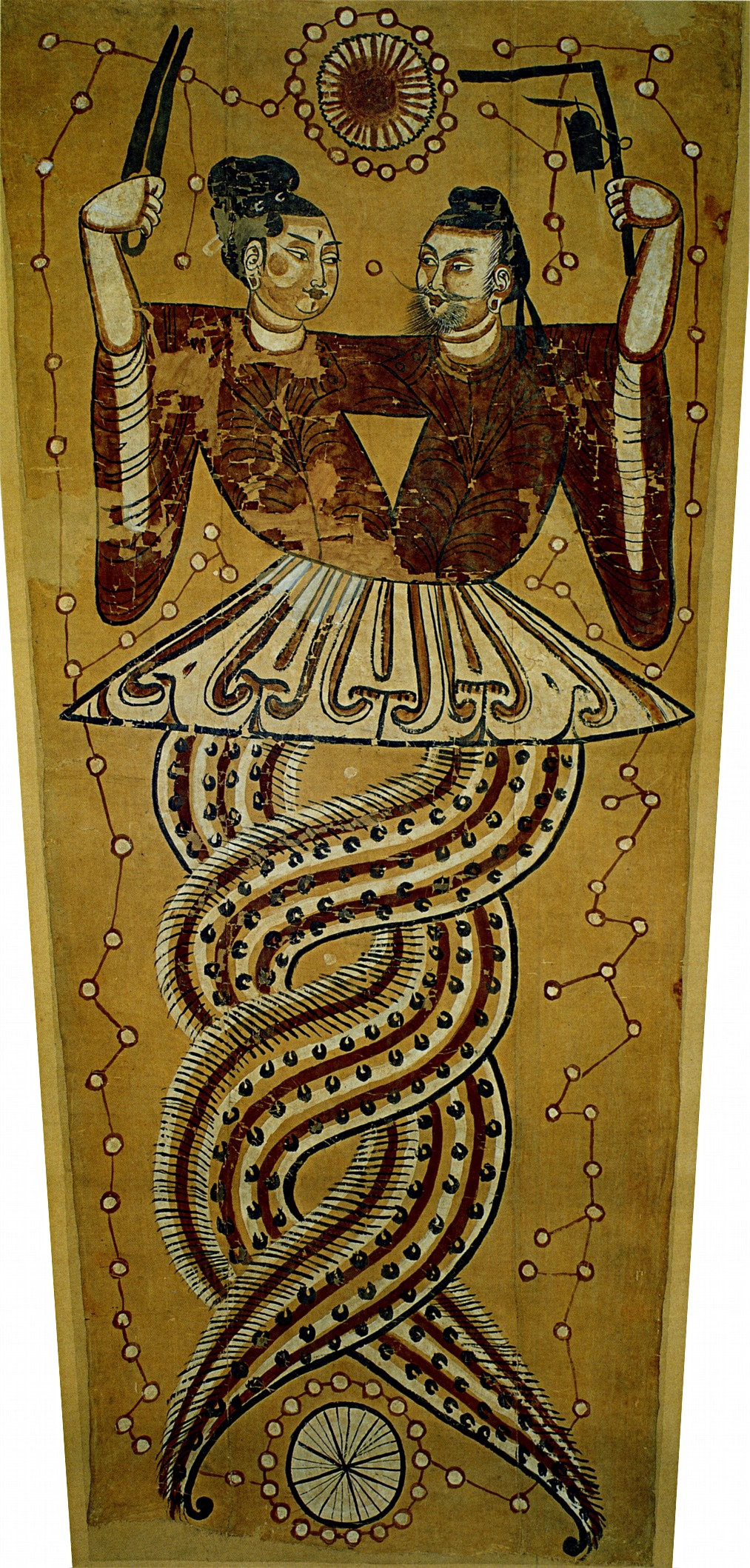
Фуси и Нюйва

Миф о хаосе (хунь дунь), являющем собой бесформенную массу, по видимому, относится к числу древнейших (судя по начертанию иероглифов хунь и тунь, в основе этого образа лежит представление о водяном хаосе). Признаки нерасчлененности (сросшиеся ноги, зубы) обнаруживаются и у ряда мифических первопредков. Согласно трактату «Хуайнань-цзы», когда не было ещё ни неба, ни земли и бесформенные образы блуждали в кромешной тьме, из хаоса возникли два божества. Представление об изначальном хаосе и мраке отразились и в термине «кайпи» (букв. «отделение» — «начало мира», которое понималось как отделение неба от земли). В «Хронологических записях о трех и пяти правителях» («Сань у ли цзи») Сюй Чжэна (III в. н. э.) говорится, что небо и земля пребывали в хаосе, подобно содержимому куриного яйца. Отделение неба от земли происходило по мере роста Пань-гу, с которым связывается и происхождение явлений природы: с его вздохом рождался ветер и дождь, с выдохом — гром и молния, он открывает глаза — наступает день, закрывает — наступает ночь. Когда Пань-гу умирает, его локти, колени и голова превращаются в пять священных горных вершин, насекомые на его теле — в людей. Миф о Пань-гу свидетельствует о наличии в Китае характерного для ряда древних космогонических систем уподобления космоса человеческому телу и соответственно о единстве макро- и микрокосма (в период поздней древности и средневековья эти мифические представления закрепились и в других областях знаний, связанных с человеком: медицине, физиогномике, теории портрета и т. п.). Более архаичным в стадиальном отношении следует признать, видимо, реконструируемый цикл мифов о прародительнице Нюй-ва, которая представлялась в виде получеловека-полузмеи (или дракона), считалась создательницей всех вещей и людей (но миф о создании ею вселенной неизвестен). Согласно одному из мифов, она вылепила людей из лёсса и глины. Поздние варианты мифа связывают с ней и установление брачного ритуала. Если Пань-гу не творит мир, но сам развивается вместе с отделением неба от земли, то Нюй-ва предстает и как своеобразный демиург. Она чинит обвалившуюся часть небосвода, отрубает ноги гигантской черепахе и подпирает ими четыре предела неба, собирает тростниковую золу и преграждает путь разливу вод («Хуайнань-цзы»). Можно предполагать, что Пань-гу и Нюй-ва изначально входили в различные племенные мифологические системы, образ Нюй-ва возник либо в юго-восточных областях древнекитайских земель, либо в районе культуры Ба в юго-западной провинции Сычуань, а образ Пань-гу — в южнокитайских областях.